# التاريخ التطوري للنباتات
لقد نتج عن تطور النباتات مجموعة كبيرة من الأشكال المعقدة، بدءًا من الحصائر الطحلبية البدائية، ومرورًا بالطحالب الخضراء البحرية وغير البحرية متعددة الخلايا والنباتات اللا وعائية البرية والسراخس والنباتات الذئبية، حتى الأشكال المعقدة من كاسيات البذور وعاريات البذور الموجودة في يومنا هذا. في حين أن العديد من الأشكال الأولى لا تزال تزدهر كما هو الحال في الطحالب الحمراء والخضراء البحرية، فإن الأشكال التي ظهرت مؤخرًا قد حلت مكان تلك النباتات التي كانت سائدة في البيئة سابقًا، مثل انتشار النباتات المزهرة في البيئات البرية بدلًا من نباتات عاريات البذور. هناك أدلة على أن البكتريا الزرقاء وحقيقيات النوى متعددة الخلايا تعيش في المياه العذبة على الأرض منذ مليار سنة، وأن الكائنات الحية الدقيقة متعددة الخلايا موجودة على الأرض منذ عصر ما قبل الكامبري، قبل حوالي 850 مليون سنة.:498
ظهر دليل على وجود نباتات الأرض الجنينية لأول مرة في منتصف العصر الأوردوفيشي (منذ حوالي 470 مليون سنة)، وبحلول منتصف عصر الديفون (قبل 390 مليون سنة)، كانت العديد من الميزات المتعارف عليها في النباتات البرية اليوم موجودة، بما في ذلك الجذور والأوراق. في أواخر العصر الديفوني (حوالي 370 مليون سنة)، كانت بعض أنواع النباتات مثل السرخس العتيق تحتوي على نسيج وعائي ثانوي ينتج الخشب وشكل غابات من الأشجار الطويلة.
لم تصب معظم مجموعات النباتات بأذى جراء حادثة انقراض العصر البرمي الثلاثي على الرغم من تغير هياكل البناء؛ ربما يكون هذا قد أوضح ظهور النباتات المزهرة في العصر الترياسي (منذ 200 مليون سنة تقريبًا)، وتنوعها لاحقًا في العصر الطباشيري والعصر الباليوجيني. كانت النباتات النجيلية هي أحدث مجموعة رئيسية من النباتات والتي تطورت حتى أصبحت مهمة في منتصف العصر الباليوجيني منذ حوالي 40 مليون سنة. طورت النباتات النجيلية –وكذلك العديد من النباتات الأخرى- آليات جديدة لعملية التمثيل الغذائي من أجل البقاء على قيد الحياة في ظروف انخفاض نسبة ثاني أكسيد الكربون، والجفاف في المناطق الاستوائية على مدى السنوات ال 10 السابقة.

## استعمار اليابسة
تطورت نباتات اليابسة عن مجموعة من الطحالب الخضراء، وقد يكون ذلك في تاريخ مبكر يعود إلى 850 مليون سنة تقريبًا، لكن النباتات الشبيهة بالطحالب ربما تكون قد تطورت في زمن أبكر يُقدّر بمليار سنة. وتُعتبر أقرب الكائنات الحية لنباتات اليابسة هي النباتات الكاريانية، نبات الكاريات على وجه التحديد؛ انطلاقًا من فرضية أن سلوك نبات الكاريات قد تغير قليلًا منذ انفصال السلالات، مؤدّى ذلك أن نباتات اليابسة قد تطورت من طحلب متشعّب ليفيّ يستقر في المياه العذبة الضحلة، قد يكون على حافة البرك التي تجفّ موسميًا. بالرغم من ذلك، تشير بعض الأدلة المعاصرة إلى أن نباتات اليابسة قد تكون نشأت من نباتات كاريانية أرضية أحادية الخلية شبيهة بفصيلة العقدية الكلبسية الموجودة. كان من الممكن أن يكون للطحالب دورة حياة أحادية الصيغة الصبغية. كما كان من الممكن أن تضم لفترة وجيزة جدًا كروموسومات مقترنة (حالة تعدّد الصيغة الصبغية) عندما اندمجت البويضة والحيوانات المنوية أول مرة لتشكيل البويضة المخصّبة التي كانت لِتَنقسم مباشرة عبر الانقسام المنصف لإنتاج خلايا تحتوي على نصف عدد الكروموسومات غير المقترنة (حالة أحادية الصيغة الصبغية). قد تكون علاقات التكافل مع الفطريات قد ساعدت أولى النباتات على التكيف مع ضغوط مجال اليابسة.
لم تكن النباتات أول الكائنات التي تقوم بعملية التركيب الضوئي على الأرض. تشير معدلات التجوية إلى أن الكائنات الحية القادرة على التركيب الضوئي قد عاشت فعلًا على الأرض منذ 1200 مليون سنة، وقد عُثر على أحفورات ميكروبية في رواسب بحيرات المياه العذبة يعود تاريخها إلى 1000 مليون سنة، لكن سجل النظائر الكربونية يشير إلى أنها كانت من النُدرة لدرجة لا تؤثر على تركيبة الغلاف الجوي حتى تاريخ 850 مليون سنة تقريبًا. على الرغم من التنوّع النسبي لهذه الكائنات الحية من الناحية الوراثية العرقيّة، فربما كانت صغيرة وبسيطة، وتشكّل شيئًا يتجاوز كونها حثالة طلحبية بقليل.
ظهرت الأدلة على وجود أقدم النباتات الجنينية في وقت لاحق يعود إلى 470 مليون سنة تقريبًا، في صخور من العصر الأوردوفيشي الأوسط السفلي في المملكة العربية السعودية وغندوانا في شكل أبواغ ذات جدران مقاومة للتعفن. أُنتجت هذه الأبواغ، والمعروفة باسم الأبواغ الخفية، إما بطريقة منفردة (كائنات أحادية الخلية)، أو في أزواج (كائنات مزدوجة الصبغيّة)، أو في مجموعات من أربعة (رباعية)، ويشابه تكوينها المجهري تلك الموجودة في أبواغ النباتات الكبدية الحديثة، وهو ما يشير إلى اشتراكها بنفس الدرجة من التنظيم. تحتوي جدرانها على السبوروبولينين –وهو ما يُعدّ دليلًا إضافيًا على القرابة مع النباتات الأرضية. وقد يكون السبب هو أن «التسمم» الموجود في الغلاف الجوي قد منع حقيقيات النواة من استعمار اليابسة قبل ذلك الزمن، أو ربما قد يكون الأمر قد استغرق وقتًا أطول كيما يتحقق التطور بتعقيده الضروري.
بعد ذلك بزمن وجيز، ظهرت الأبواغ الثلاثية المشابهة لتلك الموجودة في النباتات الوعائية، في صخور أوردوفيشي العليا منذ 455 مليون سنة تقريبًا. بناءً على الوقت المضبوط لانقسام الخلية الرباعية، قد يحمل كلٌّ من الأبواغ الأربعة «علامة ثلاثية»، على شكل حرف Y، تُظهِر الأماكن التي تنضغط عندها كل خلية على جيرانها. بالرغم من ذلك، يتطلب هذا أن تكون جدران البوغ صلبة ومقاوِمة في مرحلة مبكرة. ولهذه المقاومة ارتباط وثيق بضرورة وجود جدار خارجي مقاوم للجفاف –وهي صفة غير ذات فائدة سوى في حال اضطرار عيش الأبواغ خارج الماء. في واقع الحال، حتى تلك النباتات الجنينية التي عادت إلى الماء تفتقر إلى وجود جدار مقاوم، وبالنتيجة لا تحمل علامات ثلاثية. يُظهر الفحص الدقيق لأبواغ الطحالب أنها لا تضم أبواغ ثلاثية، وذلك إما لعدم مقاومة جدرانها بالدرجة الكافية، أو في الحالات نادرة التي وجدت فيها، لأن الأبواغ تنفصل قبل أن يكتمل ضغطها بما يكفي لظهور العلامة، أو لأنها لا تنطبق ضمن رباعي السطوح.
كانت أقدم الحفريات الضخمة لنباتات اليابسة عبارة عن كائنات حية تالوسية الشكل، والتي نبتت في الأراضي الرطبة النهرية، ووُجد أنها غطت معظم السهول المنخفضة في العصر اللاندوفري المبكر. ولم تتمكن من العيش إلا عند إشباع الأرض بالمياه. ووُجدت كذلك حصائر ميكروبية.
مع وصول النباتات إلى اليابسة، كان هناك وسيلتان للتعامل مع التيبّس. تتجنب الطحالب الحديثة الجفاف أو أو تستسلم له، عبر الحدّ من نموّها في الأماكن الرطبة أو ترك نفسها لتجفّ والانتقال بعملية تمثيلها الغذائي إلى «وضع الانتظار» حتى يصل ما يكفي من الماء، كما هو الحال في جنس النباتات الكبدية، تراغيونيا. أما النباتات الوعائية فهي تقاوم الجفاف من خلال التحكم بمعدل فقدان المياه. إذ تتمتع جميعها بطبقة خارجية من إهاب النبات مقاوِمة للماء حيثما تعرضت للهواء (كما تفعل بعض النباتات اللا وعائية)، بهدف تقليل فقدان المياه. ولكن انطلاقًا من حقيقة أن التغطية الكلية لجسم النبات يؤدي إلى حرمانها من ثاني أكسيد الكربون في الغلاف الجوي، تستخدم النباتات الوعائية عدة فتحات، تُسمى المسام، وذلك لتنظيم معدل تبادل الغازات. إضافة إلى ذلك، طورت النباتات الوعائية أنسجة وعائية للمساعدة في حركة الماء داخل الكائنات الحية (راجع أدناه)، وابتعدت عن دورة الحياة التي يهيمن عليها الطور المشيجي (انظر أدناه). في النتيجة، سهّلت الأنسجة الوعائية أيضًا النمو نحو الأعلى دون الاعتماد على الماء، ومهّدت الطريق لتطور نباتات بحجم أكبر على اليابسة.
يُعتقد أن وضع الأرض ككرة ثلج، منذ حوالي 850-630 مليون سنة، قد جاء بفِعل كائنات تخليقيّة ضوئية مبكرة، وهو ما أدى إلى تقليل تركيز ثاني أكسيد الكربون وزيادة كمية الأكسجين في الغلاف الجوي. كما أدى نموّ نباتات اليابسة إلى زيادة معدل تراكم الأكسجين في الغلاف الجوي، إذ طرحت نباتات اليابسة الأكسجينَ كفُضالة. عندما زادت نسبة ذلك التركيز إلى أكثر من 13%، منذ 0.45 مليار سنة تقريبًا، أصبحت حرائق الغابات ممكنة، كما يتضح من الفحم في السجل الأحفوري. بغض النظر عن الفجوة المثيرة للجدل في العصر الديفوني المتأخر، فإن الفحم موجود منذ ذلك الزمن.
يعتبر التفحّم النباتي وضعًا ذا أهمية في علم التاريخ الأحفوري. تطردُ حرائق الغابات أو الدفن في الرماد البركاني الساخن تطرد المركبات الطيّارة، تاركة بقايا من الكربون النقي فحسب. ولا يُعدّ هذا مصدرًا غذائيًا صالحًا للفطريات، أو الحيوانات العاشبة، أو آكلات الحتات، ولهذا السبب فهو مؤهّل للحفظ. كما أنه قوي ويمكنه تحمّل الضغط، ويُظهِر تفاصيل بديعة، وأحيانًا داخل الخلية، في البقايا المكتشفة.

## تطور شكل النباتات

### الأوراق
الأوراق هي الأعضاء الرئيسية لعملية التمثيل الضوئي بالنسبة للنباتات الحديثة، حيث أنه من شبه المؤكد أن ظهور الأوراق كان بسبب انخفاض نسبة ثاني أكسيد الكربون في الغلاف الجوي خلال الفترة الديفونية، فهي تزيد من كفاءة التقاط ثاني أكسيد الكربون من أجل عملية البناء الضوئي. تطورت الأوراق أكثر من مرة؛ وبناءً على بنيتها، فقد صنفت إلى نوعين: 1) ورقة دقيقة (ميكروفيل)، والتي تفتقر إلى التهوية المعقدة، وربما تكون نشأت على شكل امتدادات شوكية؛ 2) ورقة كبيرة (ميجافيل)، وفقًا لنظرية تيلر والتر زيمرمان، فقد تطورت الأوراق الكبيرة من النباتات التي أظهرت بنية متفرعة ثلاثية الأبعاد، وذلك من خلال ثلاث تحولات:
1. التجاوز، مما أدى إلى وضع جانبي نموذجي للأوراق
2. التخطيط، والذي يتضمن تشكيل بنية مستوية
3. الاندماج، والتي توحد الفروع المستوية وتؤدي إلى تشكيل الصفيحة النسيجية الورقية المناسبة

كل هذه الخطوات حدثت عدة مرات أثناء تطور الأوراق اليوم.
يُعتقد على نطاق واسع أن نظرية التيلوم مدعومة جيدًا بالأدلة الأحفورية. ومع ذلك، فقد تساءل وولفجانج هاجمان عنها لأسباب مورفولوجية وإيكولوجية واقترح نظرية بديلة.وفقًا لنظرية التيلوم، فإن النباتات الأرضية البدائية لديها نظام تفرعي ثلاثي الأبعاد لمحاور متناظرة شعاعيًا، بينما اقترح هاجيمان العكس، حيث افترض أن النباتات البدائية التي تطورت إلى النباتات الوعائية كانت مسطحة، وتشبه الأوراق، وبدون محاور، وتشبه إلى حد ما السرخس البري. اقترح رولف ساتلر وجهة نظر شاملة موجهة نحو العملية والتي تترك مجالًا محدودًا لكل من نظرية التيلوم وهاجيمان، كما يأخد في الاعتبار التواصل الكامل بين الهياكل الظهرية (المسطحة) والشعاعية (الأسطوانية) التي يمكن العثور عليها في الحفريات والنباتات الأرضية الحية. يدعم هذا الرأي من خلال البحوث في علم الوراثة الجزيئي.
بالنسبة لنظرية التيلوم، اقتُرح أنه قبل تطور الأوراق، كانت الهياكل اللازمة للتمثيل الضوئي في النباتات موجودة على السيقان. من المحتمل أن الأوراق الكبيرة أصبحت مألوفة بعد حوالي 40 سنة من انتشار النباتات البسيطة الخالية من الأوراق على الأرض في العصر الديفوني المبكر. تم ربط هذا الانتشار بانخفاض تركيز ثاني أكسيد الكربون في الغلاف الجوي في العصر الباليوزي المتأخر المرتبط بارتفاع كثافة الثغور على سطح الورقة. هذا من شأنه أن يؤدي إلى زيادة معدلات النتح وتبادل الغازات، ولكن –بشكل خاص- قد تسخن الأوراق الكبيرة ذات العدد القليل من الثغور إلى درجات حرارة قاتلة في ضوء الشمس الكامل، ولكن مع زيادة كثافة الثغور فإنه يتم التبريد بشكل أفضل.

#### عوامل تؤثر على بنية الورقة
العوامل الفيزيائية والفيسيولوجية المختلفة مثل شدة الضوء والرطوبة ودرجة الحرارة وسرعة الرياح وما إلى ذلك أثرت على تطور الأوراق وحجمها، حيث نادرًا ما تحتوي الأشجار العالية على أوراق كبيرة لأنها تتضرر من الرياح الشديدة. وبالمثل، فإن الأشجار التي تنمو في التايغا والمناطق ذات المناخ المعتدل يكون لها أوراق مدببة حيث يُحتمل أنها تمنع تكوّن الجليد وتقلل من فقد الماء بسبب النتح.
على المستوى الوراثي، أظهرت الدراسات التنموية أن قمع جينات KNOX مطلوب لبدء عملية تكوّن الأوراق، ويحدث هذا عن طريق جينات العوامل الأخرى التي لديها دور محفظ في تحديد أوراق الشجر البدائية هم الهرمونات النباتية: الأكسين، والجبرلين، والسيتوكينين التي تشفر عوامل النسخ.
يمكن لترتيب الأوراق على جسم النبات أن يحصد الضوء إلى الحد الأقصى وقد يكون متينًا وراثيًا. ومع ذلك، تعد طفرة في جين واحد فقط يسمى ABPHYL كافية لتغيير الافتراق الزاوي للأوراق، مما يعني أن التعديل التحولي لموضع واحد على الجينوم يكفي لإحداث التنوع.

### الجذور
الجذور مهمة للنبات لسببين رئيسيين: أولًا، أنها توفر أساس ثابت تحت الأرض، ثانيًا، فهي توفر مصدرًا مهمًا للمياه والمواد المغذية من التربة؛ فالجذور سمحت للنباتات أن تنمو أطول وأسرع. كان لتطور الجذور عواقب على نطاق عالمي عن طريق تشتت التربة وتعزيز حمضها (عن طريق امتصاص المواد الغذائية مثل النترات والفوسفات)، وحقن مركبات الكربون في عمق التربة مع آثار كبيرة على المناخ. قد تكون هذه الآثار عميقة لدرجة أنها أدت إلى انقراض جماعي.
بينما توجد آثار للانطباعات الشبيهة بالجذور في التربة الأحفورية في العصر السيلوري المتأخر، تظهر حفريات الجسم أقدم النباتات التي تخلو من الجذور. كان للعديد منها فروع ممتدة على الأرض، مع وجود محاور منتصبة منتشرة هنا وهناك، وبعضها ليست لها تأثير على الثغور.